# Gran Cometa de 1744
El Gran Cometa de 1744, cuya designación oficial es C/1743 X1, y que también se conoce como el Cometa de Chéseaux o el Cometa  Klinkenberg-Chéseaux, es uno de los más espectaculares cometas que ha sido observado, apareció durante 1743 y 1744. Fue descubierto por separado a finales del noviembre de 1743 por Jan de Munck, en la segunda semana de diciembre por Dirk Klinkenberg y, cuatro días más tarde, por Jean-Philippe de Chéseaux. Se hizo visible a simple vista durante varios meses en 1744 y mostró efectos dramáticos e insólitos en el cielo. Su magnitud absoluta - o el resplandor intrínseco - de 0.5 era la sexta lo más alto en los registros históricos.
Su magnitud evidente puede haber alcanzado tan alto como -7, conduciéndolo a ser clasificado como un "Gran cometa". Este cometa es notable sobre todo por desarrollar 'un abanico' de seis colas después de alcanzar su perihelio.

## Descubrimiento
El cometa fue descubierto el 29 de noviembre de 1743, por Jan de Munck en Middelburg, y por separado fue visto el 9 de diciembre de 1743 por Klinkenberg en Haarlem, y por Chéseaux del observatorio en Lausana el 13 de diciembre.  
Chéseaux dijo carecía de cola y se parecía a una estrella nebulosa de la tercera magnitud; él midió la coma como cinco minuto de arco, sin embargo el cometa se mejoró regularmente cuando se acercó al perihelio. Hacia el 18 de febrero de 1744, según se informa era tan brillante como el planeta Venus con una magnitud evidente de -4.6 y en este tiempo mostró una doble cola

## Perihelio de "seis colas"
El cometa alcanza el perihelio el 1 de marzo de 1744 (1744-03-01.8398), cuando estaba a 0.222209 UA unidades astronómicas del sol. En sobre este tiempo era bastante brillante para ser observado en la luz del día a simple vista. En cuanto se alejó del perihelio, extendió una espectacular cola  desarrollada  bien arriba el horizonte, mientras la cabeza del cometa permaneció invisible debido al crepúsculo de mañana. A principios de marzo de 1744, Chéseaux y varios otros observadores reportaron un fenómeno sumamente insólito 'un abanico' de seis colas separadas que sobrepasó el horizonte. Este cometa fue observado por el astrónomo francés Charles Messier cuando él tenía solo 14 años, y quedó tan maravillado con el espectáculo que el cometa Chéseaux desplegaba en el firmamento, que desde de ese momento encaminó su vida hacia el estudio de los cielos. 